# Barbara Kühn
Barbara Kühn, coniugata Kadow (Breslavia, 18 maggio 1943), è un'ex cestista tedesca.

## Carriera
Con la Germania Est ha disputato i Campionati del mondo del 1967 e due edizioni dei Campionati europei (1964, 1966), vincendo una medaglia di bronzo.
Con la Germania Ovest ha disputato due edizioni dei Campionati europei (1974, 1976).